# ستيف فورست (ممثل)
ستيف فورست (بالإنجليزية: Steve Forrest)‏ مواليد 29 سبتمبر 1925 في هانتسفيل، الولايات المتحدة - الوفاة 18 مايو 2013 في ثاوزند أوكس، الولايات المتحدة، هو ممثل أمريكي بدأ مسيرته الفنية سنة 1943. هو من الفائزين بجائزة غولدن غلوب. امتدت مسيرته الفنية لأكثر من 60 عاما.

## الأعمال
- السيء والجميلة
- المهرج
- أطول يوم
- توايلايت زون
- ذا فيرجينيان
- بونانزا
- غان سموك
- ميشين إمبوسيبول
- رجل الستة ملايين دولار
- كابتن أمريكا
- صحراء
- دالاس
- سوات

## روابط خارجية
- ستيف فورست على موقع IMDb (الإنجليزية)
- ستيف فورست على موقع ألو سيني (الفرنسية)
- ستيف فورست على موقع تيرنر كلاسيك موفيز (الإنجليزية)
- ستيف فورست على موقع أول موفي (الإنجليزية)
- ستيف فورست على موقع قاعدة بيانات برودواي على الإنترنت (الإنجليزية)
- ستيف فورست على موقع قاعدة بيانات الأفلام السويدية (السويدية)
- ستيف فورست على موقع إن إن دي بي (الإنجليزية)
- ستيف فورست على موقع قاعدة بيانات الفيلم (الإنجليزية)
- ستيف فورست على موقع كينوبويسك (الروسية)